# Johann Georg Adam von Hoheneck

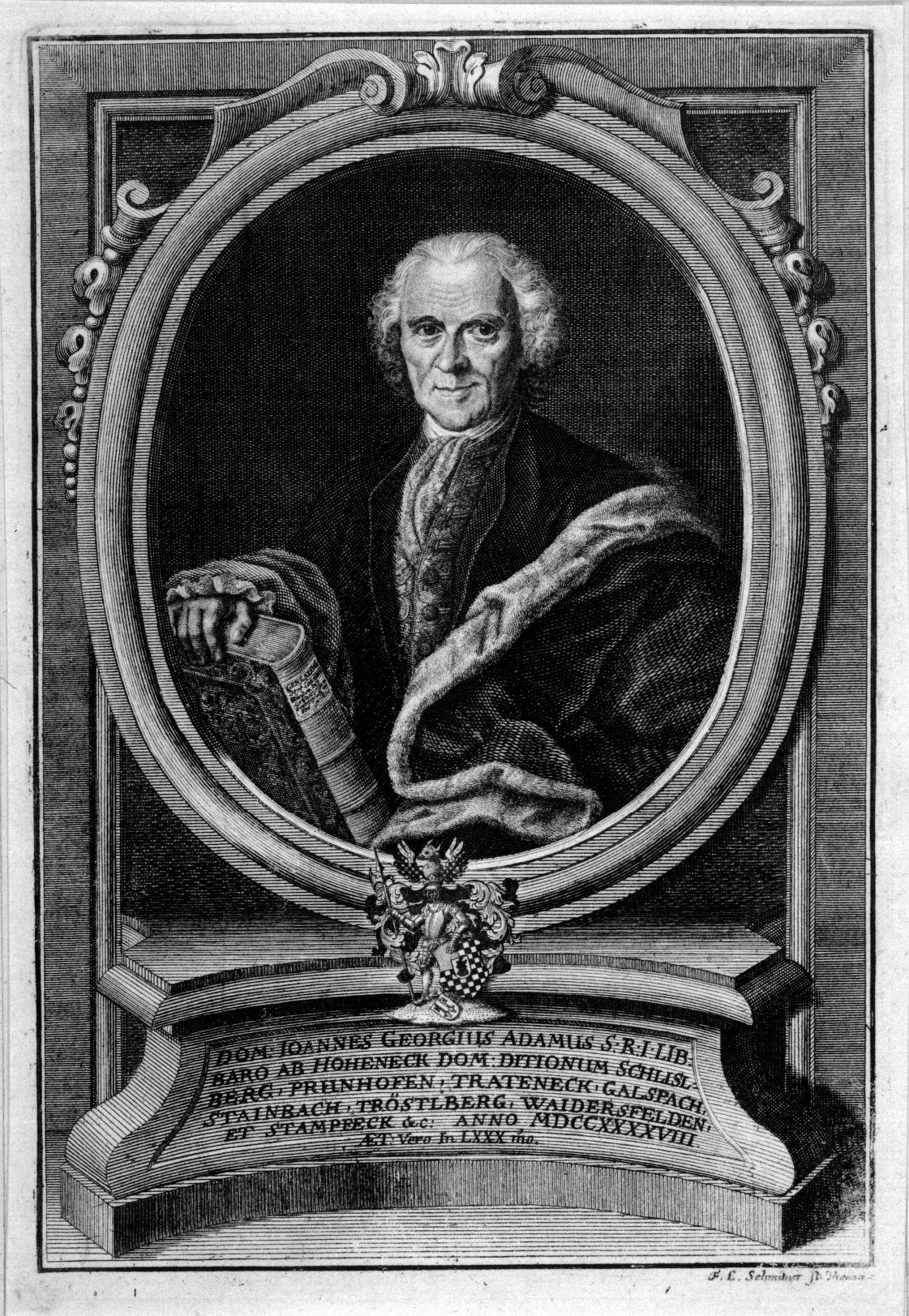
Johann Georg Adam von Hoheneck, Kupferstich von 1748

Johann Georg Adam Reichsfreiherr von Hoheneck (* 29. Jänner 1669 in Schlüßlberg; † 11. August 1754 ebenda) war ein oberösterreichischer Genealoge, Historiker und Politiker, der vorwiegend auf seinen Gütern im Hausruckviertel (Schlüßlberg, Gallspach) lebte.

## Leben

### Eltern und Vorfahren
Die Ahnen der Hohenecker stammen von einem Bauernhof in Hoheneck bei Reischach, nahe Altötting ab. Sie waren aus dem Bauernstand durch Kriegsdienste emporgestiegen. Als ältester greifbarer Spross der Familie tritt Hermann Hohenecker auf, der 1354 als Landrichter zu Vilshofen amtiert und bei seinem Tod 1370 als strenuus miles (= kraftvoller, tapferer Ritter) bezeichnet wird. In Österreich tauchen die Hohenecker im Laufe des 15. Jh. erstmals auf. Valentin Hohenecker erwarb 1441 das machländische Schloss Breitenbruck in der Pfarre Katsdorf, Hans Hohenecker zu Rauscheck und Reisach († ca. 1536) kam 1514 gemeinsam mit seinen Brüdern Leo und Martin in den Besitz der Herrschaft und Veste Hagenberg in der Riedmark. Sein Sohn Jörg (1524–1587) wird 1561 Rat und Regent des Regiments der niederösterreichischen Lande, 1561 Ritterstandsverordneter des Landes ob der Enns und 1585 Landesjägermeister. Über Ehrenreich (1570–1620), Hans Trojan († 1644) und Hans Adam (1636–1682) führt die Linie in das Trattnachtal. Hans Adam erwarb 1668 die Herrschaft Schlüßlberg. Hier wurde ihm von seiner zweiten Ehefrau Anna Franziska von Oedt (1645–1725) am 29. Jänner 1669 der Sohn Johann Georg Adam geboren.

### Jugend, Studien, Kavalierstour
Seine ersten Jahre verbrachte er auf Schloss Schlüßlberg, wo er den ersten Unterricht erhielt. Mit zwölf Jahren kam er zu den Jesuiten nach Linz und Steyr. Nach Beendigung des sechsjährigen Gymnasiums begab er sich, wie es in jener Zeit in adeligen Kreisen üblich war, auf Kavalierstour. Diese führte ihn über Besançon, Straßburg, Speyer, Heidelberg, Worms, Mainz, Frankfurt, Köln und Nijmegen in die Niederlande, wo er Utrecht, Amsterdam, Leiden, Den Haag, Delft und Rotterdam aufsuchte. Im Gegensatz zu Frankreich gefielen ihm die Niederlande ausgezeichnet. Über Middelburg, Gent, Antwerpen und Brüssel gelangte er schließlich am 7. September 1688 nach Paris. Hier wurde er ein Opfer der politischen Verstimmung zwischen Österreich und Frankreich. Als Gegenmaßnahme für die Verhaftung französischer Agenten in Ungarn ließ König Ludwig XIV. die in seiner Hauptstadt anwesenden Reichsangehörigen verhaften und in die Bastille einliefern. Darunter war auch Johann Georg Adam von Hoheneck. Zwar war die Haft nur eine Art Internierung – er durfte jeden Tag im Garten und im Hof des Gefängnisses spazieren gehen und täglich die Messe hören – die Festungstore öffneten sich für ihn erst am 11. Jänner 1689 wieder, unter der Auflage, binnen vier Wochen Frankreich zu verlassen.

### Familie
Nach der missglückten Kavalierstour drängte die Mutter auf eine baldige Vermählung. Die Wahl fiel auf die vermögende Witwe Sabina Elisabeth Märck von Gneisenau zu Helfenberg und Piberstein (* 1655), Witwe des 1683 verstorbenen Stände-Obereinnehmers Franz Friedrich von Stibar zu Kröllendorf, dem sie in neun Ehejahren ebenso viele Kinder geboren hatte. Hochzeit war am 5. Februar 1690. Trotz des Altersunterschiedes von 14 Jahren führten die beiden eine überaus glückliche und harmonische Ehe, aus der sieben Kinder hervorgingen: Johann Georg Emanuel (1692–1770), Johann Georg Leo (1694–1763), Maria Josepha Theresia (1696–1753) und Johann Georg Brixius (1698–1765); Anna Sabina Elisabeth (* 1690), Johann Georg Trojan (* 1695) und Maria Anna Rosina (* 1699) starben als Kinder. Die Gattin verschied am 30. Jänner 1707 an einem hitzigen Stick-Catharr und wurde bei den Minoriten in Linz nächst deß Predig-Stuehls beigesetzt. Die Stelle der Mutter und Haushälterin nahm seine älteste Stieftochter Maria Sabina von Stibar (1681–1755) ein.

### Hoheneck als Gutsherr
Er übernahm 1690 ein wirtschaftlich angeschlagenes väterliches Erbe, das sich zusammensetzte aus der Herrschaft Schlüßlberg und dem adeligen Landgut Brunnhof in Niederösterreich sowie den bayerischen Stammlehen in den Gerichten Reischach, Eggenfelden, Reichenberg und Rosenheim. Einer Schuldenlast von 32.858 fl (Gulden) standen Vermögenswerte in Höhe von 38.860 fl gegenüber. Bereits 1694 konnte er den Besitzstand durch den Kauf des Feyereckerischen Freihauses auf der Reitschule in Linz vergrößern. 1700 folgte der Ankauf von Trattenegg, 1709 von Gallspach, 1713 von Rechberg in Niederösterreich und 1717 von St. Pantaleon in Niederösterreich. 1721 erwarb er vom Grafen Ferdinand Bonaventura von Weißenwolff die Häuser Hofgasse 20 und 22 in Linz, 1728 das Landgut Tröstelberg, 1732 die Waldämter Stampfegg und Weitersfelden sowie 1736 das Waizenkirchneramt. Um wenigstens einen Teil der Güter seinen Nachkommen ungeteilt zu erhalten, errichtete er 1713 einen Fideikommiss in Form eines Seniorates, der einen Wert von etwa 170.000 fl repräsentierte. Um 1750 gehörten zur Herrschaft Gallspach, die einen Reingewinn von 2.108 fl abwarf, 226 Untertanen und zur Herrschaft Schlüßlberg, die 1.331 fl erbrachte, 108 Untertanen. Seinen Markt Gallspach erweiterte er beträchtlich durch die Anlage des Neumarktes und der St. Georgsgasse. Sein soziales Engagement für die Untertanen bewies er durch die Errichtung zweier Spitäler (Altenheime) in Schlüßlberg (1701) und Gallspach (1710).

### Bekleidung öffentlicher Ämter
In den Jahren 1696, 1706, 1716 und 1718 war von Hoheneck Mitglied des Ständeausschusses; 1699 Raitrat; 1706–08 sowie 1718–20 Verordneter des oberösterreichischen Ritterstandes. Im Spanischen Erbfolgekrieg wurde er 1702 zum Oberkommissär und Magazindirektor im Hausruckviertel ernannt. Unter seiner Führung zerstörten in der Nacht vom 3. auf den 4. April 1703 zweitausend mit Hauen, Hacken und Schaufeln versehene Arbeiter die Grenzbefestigungen der Bayern zwischen Peuerbach und Erlach bei Kallham. Nach der Erstürmung von Ried setzte er sich bei den Militärs für die Schonung der in die Kirche geflüchteten Zivilbevölkerung ein. Zum Dank für die Errettung seiner Güter in diesem Krieg errichtete er 1708 in Unternberg eine sieben Meter hohe Dreifaltigkeitssäule, die sich seit 1979 in Grieskirchen befindet. Im Sommer und Herbst 1713 fungierte er während einer Pestepidemie als Sanitätskommissär in Wels.
Für seine Verdienste um das Vaterland wurde Johann Georg Adam von Hoheneck mit kaiserlichem Reskript vom 16. März 1716 von Kaiser Karl VI. in den Freiherrenstand erhoben. Die Immatrikulation bei den Landständen erfolgte im September 1722. Am 8. Juli 1730 erfolgte auch die Aufnahme in den niederösterreichischen Herrenstand.

### Hohenecks Grabstätte
Nach seinem Tod am 11. August 1754 im 86. Lebensjahr wurde Hohenecks Herz in der Gruft der Schlosskapelle Schlüßlberg beigesetzt. Der Körper fand in der Turmgruft unter dem Glockenhaus der Pfarrkirche Gallspach die letzte Ruhestätte. Dort erinnert ein Epitaph samt farbigem Porträt an ihn. Er wählte den Ort seiner letzten Ruhestätte aus zwei Gründen. Einmal sah er sich nicht wert, innerhalb des Gotteshauses zu ruhen. Zum anderen wollte er jenen Untertanen, denen er zu Lebzeiten Unrecht zugefügt haben sollte, die Gelegenheit bieten, ihn wenigstens nach seinem Tod mit Füßen treten zu können. Im Zuge des teilweisen Abrisses und Neubaues der Pfarrkirche Gallspach wurde die Gruft der Hohenecker 2005 im Auftrag von Georg Spiegelfeld archäologisch untersucht, die Gebeine des Freiherrn von Hoheneck identifiziert und am 23. November 2005 mit den übrigen Familienmitgliedern in vier speziell angefertigten Urnen aus Chromnickelstahl in der Familiengruft in Gallspach neu bestattet.

## Hoheneck als Historiker und Schriftsteller

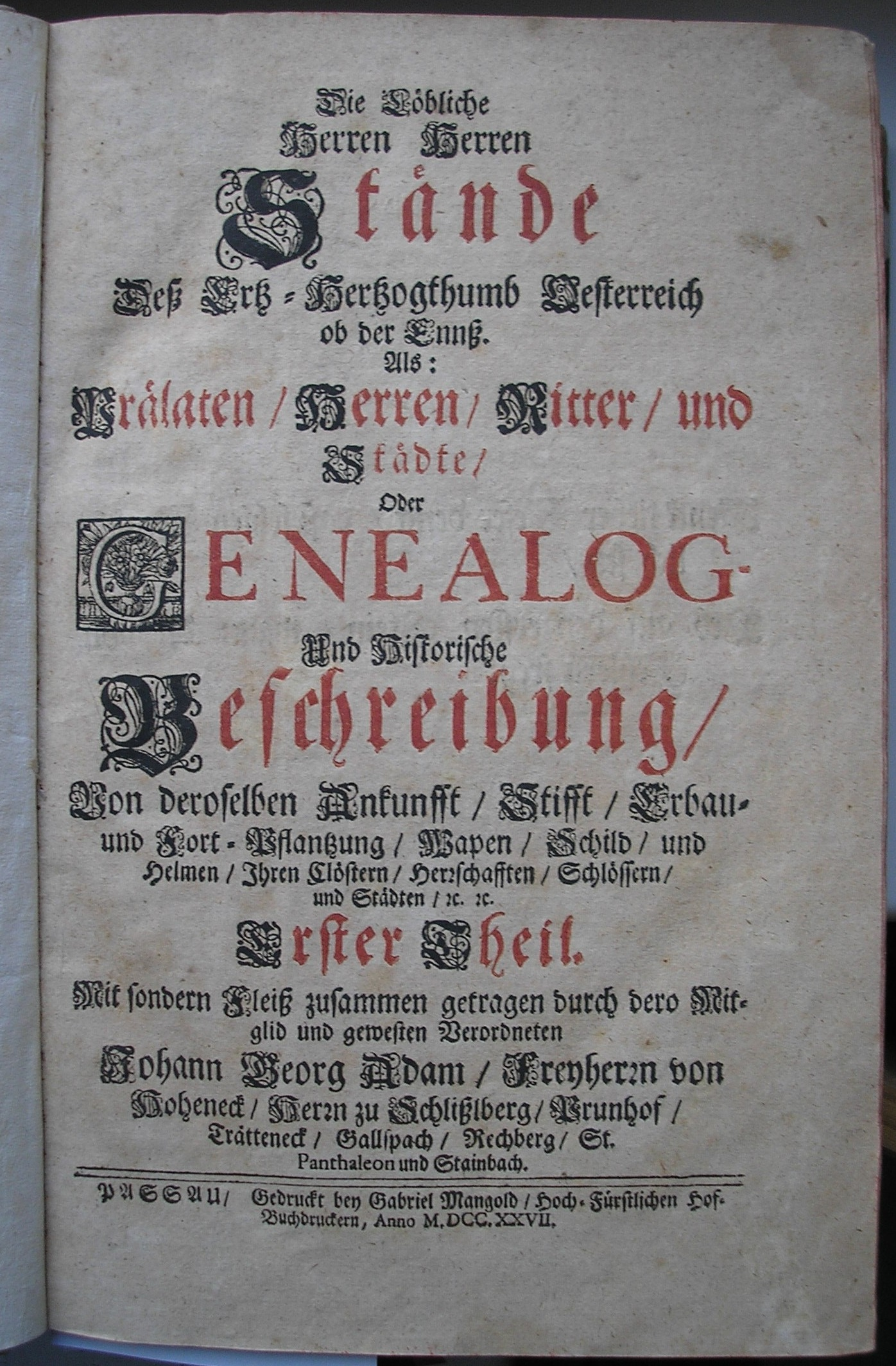
Titelblatt des 1. Bandes (1727) des von Hoheneck verfassten dreibändigen Werkes Die Löbliche Herren Herren Stände deß Ertz-Hertzogthumb Oesterreich ob der Ennß.

- Annotationes: Jugendwerk in dem er, beginnend ab 1636, alle Familienereignisse und zwischen 1671 und 1688 auch sonstige Ereignisse festhielt.
- Die Löbliche Herren Herren Stände Deß Ertz-Hertzogthumb Oesterreich ob der Ennß. Als: Prälaten, Herren, Ritter und Städte. Oder Genealogische Und Historische Beschreibung Von derselben Ankunfft, Stifft, Erbau- und Fortpflanzung, Wapen, Schild und Helmen, ihren Clöstern, Herrschafften, Schlössern und Städten. Drei Bände mit Supplementum, Gabriel Mangold, Passau 1727 (Erster Theil), 1732 (Anderter Theil), 1747 (Dritter Theil) und 1733 (Supplementum): das Hauptwerk von Hoheneck.
- Biographien aller römischen Kaiser bis Karl VI.: verfasst 1735.
- Das bekriegte und wiederum beruhigte Erzherzogtum Österreich ob der Enns: Beschreibung der Huldigung der Landstände an Karl Albrecht von Bayern und die Wiedereroberung des Landes durch die Truppen Maria Theresias.
- Das Grabmal der ständischen Freiheit: hat die weitgehende Ausschaltung der Stände durch Maria Theresia in den Jahren 1748 bis 1751 zum Inhalt.
- Schlüßlbergerarchiv: Bedeutendstes Privatarchiv des Landes Oberösterreich. Wurde 1834 vom Land angekauft. Digitalisat

## Nachkommen
Nachkommen seiner Tochter Maria Josepha Theresia (1696–1753), die 1720 mit Johann Weickhart Gottfried Adam Grafen Engl von und zu Wagrain die Ehe schloss, leben noch heute und wohnen wieder auf Schloss Schlüßlberg. Von seinen Söhnen hatte nur Johann Georg Emanuel (1692–1770) mit seiner Gemahlin Maria Elisabeth Freiin von Grünthal (Grienthal) männliche Nachkommen: Johann Georg Ferdinand († 1727), Johann Georg Rudolf († 1737) und Johann Georg Ehrenreich (1718–1786). Letzterer erwarb 1774 das Freihaus Promenade 7 in Linz und wurde am 6. Februar 1775 in den Reichsgrafenstand erhoben. Aus seiner Ehe mit Maria Anna, Reichsfreiin von Imsland entstammte als einziger Sohn Johann Georg Achaz (1754–1796). Da dieser nicht heiraten wollte, erloschen mit ihm die Hohenecker im Mannesstamme. Damit Name und Wappen weitergeführt werden konnten adoptierte er seinen Neffen Ferdinand Maria Johann. Ansprüche auf das reiche Familienerbe erhoben seine unverheirateten Tanten Maria Anna Josepha und Maria Anna Jacobina von Hoheneck, seine älteste Schwester Leopoldina (1749–1831), die ebenfalls unvermählt blieb, sowie die jüngeren Schwestern Maria Anna (1752–1799) und Maria Susanna (1756–1836), welche beide mit dem Freiherrn Ferdinand Maria von Imsland (1765–1831) verheiratet waren. Kinder entsprossen nur aus Maria Annas Ehe, wovon allein Ferdinand Maria Johann (1793–1871) das Erwachsenenalter erreichte. Ehe- und kinderlos beschloss er den Stamm der Familie Imsland.
Eine Gegenüberstellung der drei Kernherrschaften des hoheneckischen Fideikommisses aus dem Jahre 1809 zeigt, dass der Markt und die Herrschaft Gallspach mit einem Wert von 52.700 fl, die Herrschaft Schlüßlberg mit 41.525 fl und Trattenegg mit 26.350 fl veranschlagt waren. Die daraus bezogenen Einkünfte beliefen sich auf 2.384 fl (Gallspach), 1.500 fl (Schlüßlberg) und 1.234 fl (Trattenegg).